# Калища
 Тази статия е за стружкото село.  За положкото вижте Калище (община Врабчище).  За селото в България вижте Калище.
Калища (произнасяно в региона Калишча, на македонска литературна норма: Калишта; на албански: Kalishta) е село в Северна Македония, в община Струга.

## География
Селото е разположено на четири километра южно от Струга, на брега на Охридското езеро в югозападния край на Стружкото поле, в най-южните склонове на планината Ябланица.

## История
В XIX век Калища е смесено българо-албанско село в Стружка нахия на Охридска каза на Османската империя. В „Етнография на вилаетите Адрианопол, Монастир и Салоника“, издадена в Константинопол в 1878 година и отразяваща статистиката на населението от 1873 година, Килища (Kilischta) е посочено като село с 34 домакинства, като жителите му са 70 мюсюлмани и 20 българи.
Според статистиката на Васил Кънчов („Македония. Етнография и статистика“) в 1900 Калища има 8 българи християни и 220 жители арнаути мохамедани. Кънчов пише
| „ | Докторъ Мюлеръ, който е пѫтувалъ по тия мѣста прѣзъ 1837—38 год., свидѣтелствува, че село Фердово (Фъргово) имало смѣсено население отъ арнаути и славѣни, и село Калище било чисто славѣнско. Сега Фъргово е чисто арнаутско село, а въ Калище има само 1 останала българска кѫща. | “ |

На Етнографската карта на Битолския вилает на Картографския институт в София от 1901 година Калища е чисто албанско село в Охридската каза на Битолския санджак с 39 къщи.
В землището на селото, на брега на Охридското езеро функционира православен девически манастир „Рождество Богородично“. Край манастира е средновековната скална църква „Свети Атанасий“. За манастира Калишча дава сведения в пътеписите си Васил Кънчов, посетил този край през през 90-те години на XIX век.
Според преброяването от 2002 година селото има 1178 жители.
| Националност     | Всичко |
| северномакедонци | 95     |
| албанци          | 1079   |
| турци            | 0      |
| роми             | 0      |
| власи            | 1      |
| сърби            | 1      |
| бошняци          | 0      |
| други            | 2      |

Църквата в селото е „Свети Никола“.

## Личности
Родени в Калища
- Коста Танев, български възрожденец, участник в църковната борба, успял да изгони гърците от Калищкия манастир[8]
- Ресул Шабани (р. 1944), албански поет и писател от Северна Македония